# Chikundi
Chikundi ist ein Verwaltungsbezirk (englisch Ward) des Distrikts Masasi in der tansanischen Region Mtwara.

## Geografie
Chikundi liegt im Südosten von Tansania etwa 30 Kilometer Luftlinie nordöstlich der Distrikthauptstadt Masasi. Die Grenze im Norden bildet der Fluss Lukuledi.
Der Bezirk grenzt im Norden an Chinoingwe und im Nordosten an Luchelegwa, die beide in der Region Lindi liegen. Im Osten grenzt Chikundi an Mwena, im Süden an Chiwata und im Westen an Chigugu. Bei der Volkszählung 2022 lebten 10.324 Menschen in 3326 Haushalten auf einer Fläche von 52 Quadratkilometern.

## Gliederung
Der Bezirk besteht aus fünf Gemeinden (Mtaa) mit 22 Orten (Kitongoji):
| Chikundi - Mshikamano - Mbanga - Ikonga - Tuungane - Jitegemee | Msigalila - Amani - Singino - Muungano - Nashauri Moyo | Mtunungu - Bondeni Road - Kitunda - Maweni - Batabuneti - Matwani | Namali - Chemchem - Juhudi - Kilimani Hewa - Mapinduzi - Nantielie | Mkalapa - Pachana Juu - Mabatini - Mijaleni |

## Infrastruktur
- Bildung: Die Mkalapa Secondary School ist eine staatliche weiterführende Tagesschule mit einer Ausbildung bis zur 4. Stufe.[8]
- Verkehr: Durch den Bezirk verläuft die asphaltierte Nationalstraße T6, die von Masasi im Südwesten nach Mtwara im Osten führt.[9]